# Point n'est besoin d'espérer pour entreprendre, ni de réussir pour persévérer

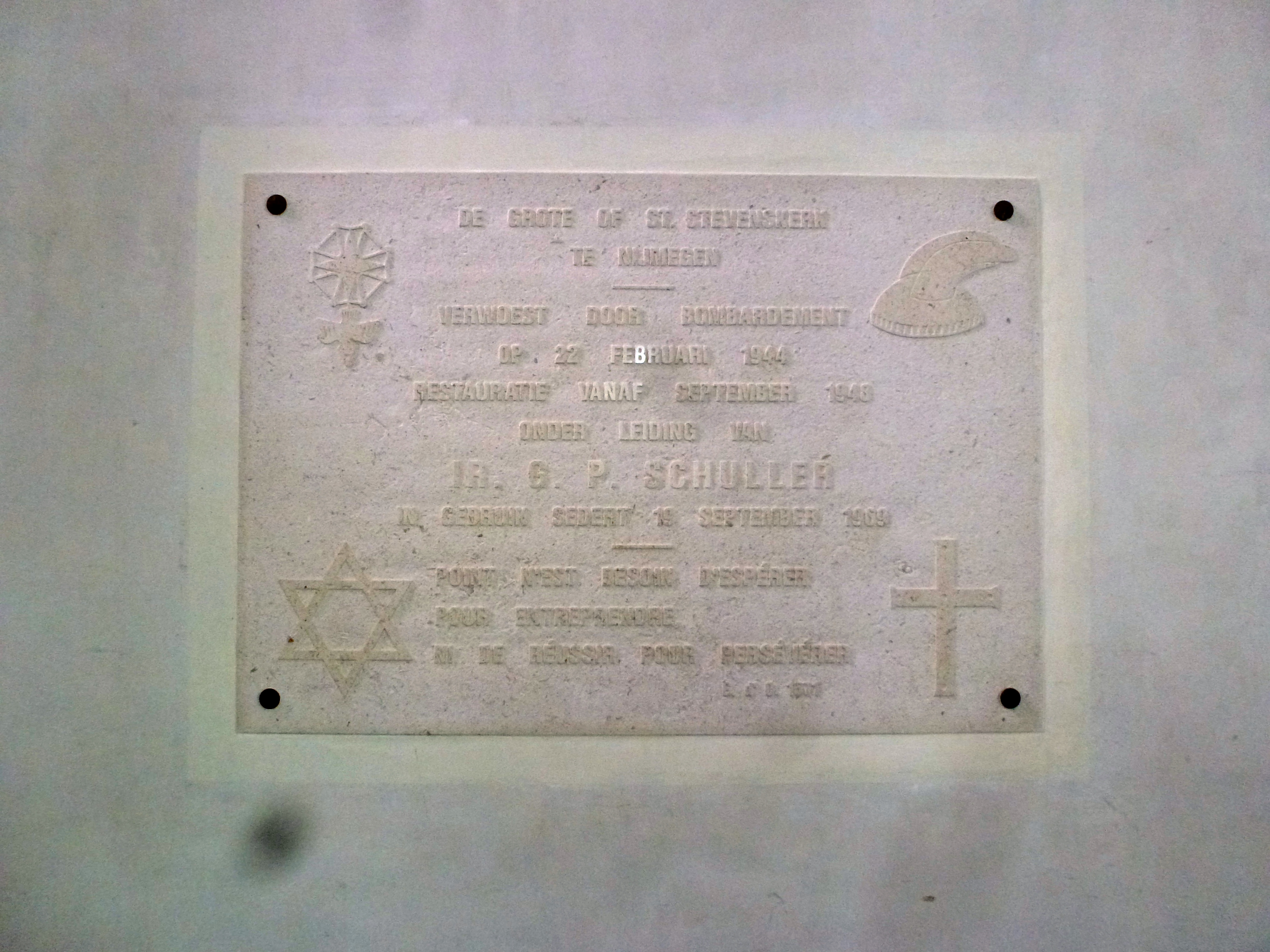
Voorbeeld van gebruik: de gedenkplaat voor de restauratie van de Grote of Sint-Stevenskerk, die waa verwoest tijdens het bombardement van 22 februari 1944.
Opschrift:
De Grote of St. Stevenskerk/te Nijmegen/Verwoest door bombardement/op 22 februari 1944/Restauratie vanaf september 1948/onder leiding van/Ir. G.P. Schuller/in gebruik sedert 19 september 1969/Point n'ést besoin d'espérer/pour entreprendre/ni de réussir pour perséverer/G.d’O. 1571

Point n'est besoin d'espérer pour entreprendre, ni de réussir pour persévérer (gangbaarste Nederlandse vertaling: "Het is niet nodig te hopen om te ondernemen noch te slagen om te volharden") is een aforisme dat vaak wordt toegeschreven aan Willem van Oranje, maar soms ook aan stadhouder Willem II of stadhouder-koning Willem III. Echter, van geen van de voornoemde personen zijn geschreven teksten bekend waarin de uitspraak is terug te vinden. Onder meer historici Robert Fruin en P.J. Blok hebben vergeefs naar de echte oorsprong ervan gezocht.
De vroegste verwijzing naar deze uitspraak is te vinden in het boek “L’îsle mystérieuse” van Jules Verne uit 1875.